# Sissili
Sissili är en provins i Burkina Faso.   Den ligger i regionen Centre-Ouest, i den centrala delen av landet, 140 km sydväst om huvudstaden Ouagadougou. Antalet invånare är 169 834. Huvudort är Léo.